# Angst in My Pants
Albums de Sparks
Whomp That Sucker
(1980) In Outer Space
(1983)
Singles
1. I Predict (en)
Sortie : avril 1982

Angst in My Pants est le onzième album du groupe américain de rock Sparks. Il est sorti en 1982 sur le label Atlantic Records.

## Histoire
Comme son prédécesseur, Whomp That Sucker, cet album est produit par Reinhold Mack. Les frères Ron et Russell Mael sont toujours accompagnés du guitariste Bob Haag, du bassiste Leslie Bohem (en) et du batteur David Kendrick (en).
Le single I Predict (en) constitue la première apparition du groupe dans le hit-parade de son pays d'origine : il se classe no 60 du Billboard Hot 100 en juin 1982.

## Fiche technique

### Chansons
Toutes les chansons sont écrites et composées par Ron Mael et Russell Mael.
| 1. | Angst in My Pants | 3:25 |
| 2. | I Predict (en)    | 2:50 |
| 3. | Sextown U.S.A.    | 2:56 |
| 4. | Sherlock Holmes   | 3:34 |
| 5. | Nicotina          | 3:26 |
| 6. | Mickey Mouse      | 3:16 |

| 7.  | Moustache                    | 3:28 |
| 8.  | Instant Weight Loss          | 3:27 |
| 9.  | Tarzan and Jane              | 3:18 |
| 10. | The Decline and Fall of Me   | 2:53 |
| 11. | Eaten by the Monster of Love | 2:58 |

### Musiciens
- Russell Mael : chant
- Ron Mael : claviers
- Bob Haag : guitare, chœurs
- Leslie Bohem (en) : basse, chœurs
- David Kendrick (en) : batterie
- James Goodwin : synthétiseurs
- Reinhold Mack : programmation des synthétiseurs

### Équipe de production
- Reinhold Mack : producteur, ingénieur du son
- Ron Mael : concept de pochette

### Classements et certifications
| Pays (classement)          | Meilleure position |
| -------------------------- | ------------------ |
| États-Unis (Billboard 200) | 173                |